# Pseuduvaria
Pseuduvaria este un gen de plante angiosperme din familia Annonaceae.

## Specii[1]
- Pseuduvaria acerosa
- Pseuduvaria aurantiaca
- Pseuduvaria beccarii
- Pseuduvaria borneensis
- Pseuduvaria brachyantha
- Pseuduvaria cerina
- Pseuduvaria clemensiae
- Pseuduvaria coriacea
- Pseuduvaria costata
- Pseuduvaria cymosa
- Pseuduvaria dielsiana
- Pseuduvaria dolichonema
- Pseuduvaria filipes
- Pseuduvaria fragrans
- Pseuduvaria froggattii
- Pseuduvaria galeata
- Pseuduvaria gardneri
- Pseuduvaria glabrescens
- Pseuduvaria glossopetala
- Pseuduvaria grandifolia
- Pseuduvaria hylandii
- Pseuduvaria kingiana
- Pseuduvaria latifolia
- Pseuduvaria lignocarpa
- Pseuduvaria luzonensis
- Pseuduvaria macgregorii
- Pseuduvaria macrocarpa
- Pseuduvaria macrophylla
- Pseuduvaria megalopus
- Pseuduvaria mindorensis
- Pseuduvaria mollis
- Pseuduvaria monticola
- Pseuduvaria mulgraveana
- Pseuduvaria multiovulata
- Pseuduvaria nova-guineensis
- Pseuduvaria obliqua
- Pseuduvaria oxycarpa
- Pseuduvaria pamattonis
- Pseuduvaria parviflora
- Pseuduvaria parvipetala
- Pseuduvaria philippinensis
- Pseuduvaria phuyensis
- Pseuduvaria pulchella
- Pseuduvaria reticulata
- Pseuduvaria rugosa
- Pseuduvaria sessilicarpa
- Pseuduvaria sessilifolia
- Pseuduvaria setosa
- Pseuduvaria silvestris
- Pseuduvaria subcordata
- Pseuduvaria taipingensis
- Pseuduvaria trimera
- Pseuduvaria unguiculata
- Pseuduvaria villosa